# Tipula (Microtipula) virgilia
Tipula (Microtipula) virgilia is een tweevleugelige uit de familie langpootmuggen (Tipulidae). De soort komt voor in het Neotropisch gebied.